# Міністерство внутрішніх справ Республіки Білорусь

Емблема Міністерства внутрішніх справ Республіки Білорусь

Міністерство внутрішніх справ Республіки Білорусь (МВС Білорусі) (біл. Міністэрства ўнутраных спраў Рэспублікі Беларусь (МУС Беларусі)) — відомство уряду Білорусі, уповноважене здійснювати боротьбу проти злочинності, охорону громадського порядку і забезпечення громадської безпеки. Міністр внутрішніх справ та його заступники призначаються і знімаються з посад президентом. З 29 жовтня 2020 року посаду міністра обіймає Іван Кубраков.
Президентом також схвалюється склад колегії міністерства за участю міністра та його 5-ти заступників і начальників департаментів МВС, а також заступника державного секретаря Ради Безпеки Республіки Білорусь. Засідання колегії проводяться раз на три місяці та мають кворум в прийнятті рішень при наявності двох третин членів. Рішення ухвалюються простою більшістю голосів і здійснюються наказами та постановами міністерства.

## Склад
- Центральний апарат — 4 департаменти, 11 головних управлінь, 11 управлінь і один відділ[2];
- 7 управлінь виконавчих комітетів областей і Мінська;
- Установи забезпечення — автогосподарство, редакція, друкарня, лікарня, поліклініка, санаторій, проектна установа;
- Навчальні заклади — Академія МВС Білорусі, Могилевський вищий коледж, Центр підготовки, підвищення кваліфікації та перепідготовки кадрів

## Міністри
- Єгоров Володимир Дем'янович (1990—1994)
- Захаренко Юрій Миколайович (1994—1995)
- Валентин Аголец (1995—1999)
- Сіваков Юрій Леонідович (1999—2000)
- Наумов Володимир Володимирович  (2000—2009)
- Анатолій Кулешов (2009—2012)
- Шуневич Ігор Анатолійович (2012—2019)
- Караєв Юрій Хаджимуратович (2019—2020)
- Кубраков Іван Володимирович (з 2020)

## Звання
| Погон міліції          |                   |        |                  |         |                 |          |           |                   |
| Знімні муфти для погон |                   |        |                  |         |                 |          |           |                   |
| Звання                 | Рядові (курсанти) | Рядові | Молодший сержант | Сержант | Старший сержант | Старшина | Прапорщик | Старший прапорщик |

| Середній начальницький склад | Середній начальницький склад | Середній начальницький склад | Середній начальницький склад | Старший начальницький склад | Старший начальницький склад | Старший начальницький склад | Вищий начальницький склад | Вищий начальницький склад | Вищий начальницький склад |                   |
| ---------------------------- | ---------------------------- | ---------------------------- | ---------------------------- | --------------------------- | --------------------------- | --------------------------- | ------------------------- | ------------------------- | ------------------------- | ----------------- |
| Погон міліції                |                              |                              |                              |                             |                             |                             |                           |                           | Знімні муфти для погон    |                   |
| Знімні муфти для погон       |                              |                              |                              |                             |                             |                             |                           |                           |                           |                   |
| Звання                       | Молодший лейтенант           | Лейтенант                    | Старший лейтенант            | Капітан                     | Майор                       | Підполковник                | Полковник                 | Генерал-майор             | Генерал-лейтенант         | Генерал-полковник |